# Samantha Richards
Samantha Richards, född den 24 februari 1983 i Melbourne, Australien, är en australisk basketspelare som tog OS-brons i dambasket vid olympiska sommarspelen 2012 i London. 